# Réserve naturelle des îlots de la région de Hiiumaa

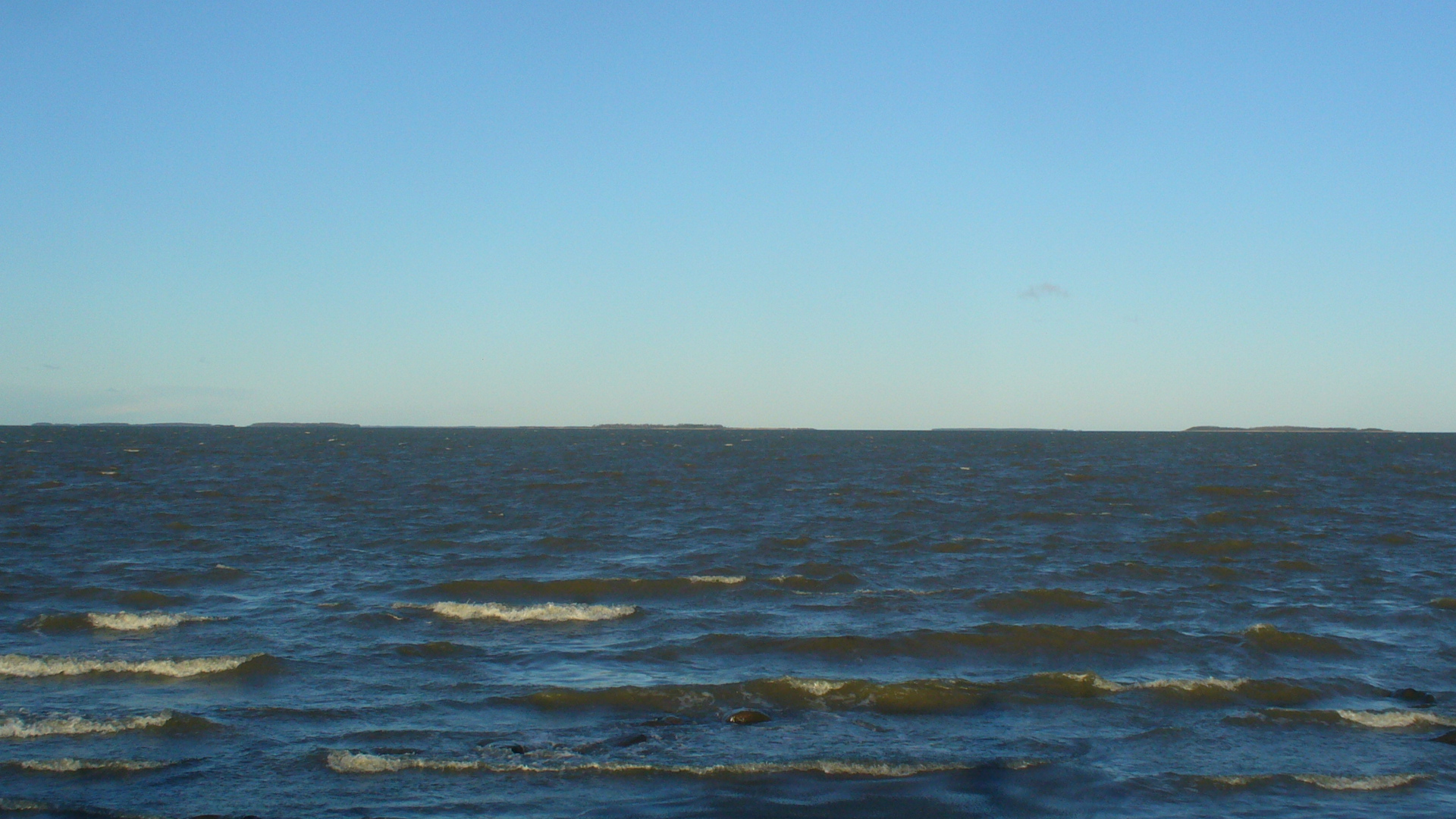
Ilots de Hiiumaa vus de Muhu. De droite à gauche: Kõverlaid, Heinlaid, Ahelaid, Kõrgelaid, Vareslaid, Hanerahu, Hanikatsi, Saarnaki.

La réserve naturelle des îlots de la Région de Hiiumaa (en estonien : Hiiumaa laidude maastikukaitseala) est une aire marine protégée d'Estonie située dans le  golfe de Riga et constituée d'îlots.
La réserve a été créée le 26 octobre 1971. Son centre administratif est le village de Salinõmme de la commune de Pühalepa.

## Géographie

### Géologie
Saarnaki a émergé il y a moins de 2000 ans, les autres îlots sont plus jeunes et certains n'ont que quelques centaines d'années et de ce fait ils sont bas. Le  point  culminant  de  Saarnaki est à 9 m, de Kõrgelaid à 7 m, Vareslaid et Hanikatsi  à 5 mètres. Les autres  îlots culminent pour la plupart entre 0,5 et 2,0 m de hauteur. Ils continuent à s'élever de 2 à 3 mm par an. Entre les îlots la mer est peu profonde de 2 à 4 m et le fond est rocheux. En été, la température la plus élevée est de 24 degrés Celsius. Pendant 3 à 4 mois par an, la surface de la mer est recouverte de glace.

### Faune et flore
Les flore de l'île est très diversifiée et comprend  la moitié des espèces existantes en Estonie. Ainsi sur Hanikatsi on a répertorié 444 espèces de plantes. Les îlots ont de nombreuses espèces aviaires (187 espèces) comme le  sterne pierregarin, mouette rieuse, goéland cendré ou  l'eider.

## Ilots de la réserve
- Saarnaki (136 hectares)[2]
- Hanikatsi (83  hectares)[2]
- Kõverlaid (20  hectares)[2]
- Vareslaid (31  hectares)[2]
- Ahelaid (17  hectares)[2]
- Kõrgelaid (16  hectares)[2]
- Öakse (7,6  hectares)
- Auklaid (1,2  hectare)
- Hanerahu (1,2  hectare)
- Langekare (1,2  hectare)
- Suur-Pihlakare (0,3  hectare)
- Ankrurahu (0,3  hectare)
- Väike-Pihlakare (0,2  hectare)
- Valgekare (0,2  hectare)
- Varesrahu (0,2  hectare)
- Hoburahu (0,1  hectare)
- Palgirahu (0,1  hectare)
- Öörahu (0,1  hectare)
- Aherahu (0,1  hectare)[2]
- Hülgerahu (0,1  hectare)
- Kajakarahu (0,1  hectare)
- Sitakare (0,04  hectare)

## Zones protégées de la réserve
La réserve est composée de 7 zones protégées: 

### Zone de Soonlepa
La zone comprend les îlots de Valgekare, Väike-Pihlakare, Suur-Pihlakare, Hoburahu, Sitakare, Paerahu,  Silmarahud , Kuivarahu et de Juhanirahu.

### Zone de Laidelahe
La zone comprend les îlots de Ahelaid, Kõverlaid, Hanerahu, Ankrurahu, Aherahu et Hülgerahu 
On ne mentionne pas les îlots inondables de Luigerahu et Kajakarahud.

### Webographie
- « Réserve naturelle des îlots de la région de Hiiumaa » [archive du 21 décembre 2009] (consulté le 4 février 2012)